# Kalaymyo
Kalaymyo (Kalemyo, parfois connue comme Kalay ou Kale) est une ville de la Région de Sagaing, dans l'Ouest de la Birmanie (Union du Myanmar). Elle se situe dans l'Ouest de la province, sur la Myittha, un affluent du Chindwin (et donc un sous-affluent de l'Irrawaddy). Assez excentrée, la ville connait une expansion récente grâce à sa proximité avec l'Inde[réf. souhaitée] : elle ne se trouve qu'à environ 150 km du poste-frontière de Tamu.

## Histoire
Durant la Seconde Guerre mondiale Kalaymyo fut un important centre de regroupement pour les troupes britanniques en retraite en 1942, en raison de l'accès relativement facile à l'Inde le long de la rivière Manipur (l'autre possibilité était de traverser des forêts infestées de malaria de Kalewa jusqu'à Tamu).

## Transports
Kalaymyo possède un aéroport (IATA : KMV, OACI : VYKL), une extension de la piste construite par les britanniques pour leur reconquête de la Birmanie en 1945.

## Cultes
La ville est le siège du diocèse catholique de Kalay avec la cathédrale Sainte-Marie.

## Personnalités liées
- Cheery Zahau (née en 1981), militante des droits des femmes et femme politique.